# Jan Bolt
Jan Bolt (Den Ham, 1 augustus 1855 - Zuidhorn, 17 november 1938) was een Nederlands griffier en bestuurder. Hij was burgemeester van Grootegast van 1896 tot 1901.
Bolt werd geboren als zoon van een landbouwer in Den Ham, bij Aduard. Hij studeerde rechten en was daarnaast zelf ook landbouwer in Hoogemeeden, voordat hij in 1896 burgemeester van Grootegast werd. In 1901 werd hem ontslag verleend om griffier te worden aan het kantongerecht te Zuidhorn, waar hij al als plaatsvervanger werkzaam was. Als griffier woonde Bolt in het renteniershuis uit 1843, op de hoek van de huidige Wilhelminalaan en de Boltslaan in Zuidhorn. In 1921 ging hij met pensioen maar bleef in Zuidhorn wonen. Bolt overleed op 83-jarige leeftijd en ligt begraven op de begraafplaats van de Hervormde kerk in Den Ham.